# Mårten Boström
Mårten Boström, född den 3 augusti 1982 i Kyrkslätt i Nyland, är en finlandssvensk orienterare och långdistanslöpare.

## Sportsliga meriter

### Orientering
Boström blev finländsk mästare i sprint 2005, tog silver i sprint i finländska mästerskapen 2003 och 2004 samt EM-brons i sprint 2004 och JVM-silver i långdistans 2001.. Vid världsmästerskapen 2013 tog han guld på sprintdistansen.

### Friidrott
Han tog NM-brons på 10 000 m 2005 samt två brons på 10 000 m 2006 och 5 000 m hinder 2009 vid de finländska mästerskapen.

### Långdistanslöpning
Boström tog brons på 10 000 m 2005 och silver på samma distans 2007 vid de finländska mästerskapen. 2011 vann han Köpenhamn maraton.